# One Piece at a Time
One Piece at a Time è il trentunesimo album in studio del cantante country statunitense Johnny Cash, pubblicato nel 1976 dalla Columbia Records. 

## Tracce
Tutti i brani sono di Johnny Cash, tranne dove indicato.
1. Let There Be Country (Johnny Cash, Shel Silverstein) – 2:58
2. One Piece at a Time (Wayne Kemp) – 4:00
3. In a Young Girl's Mind (Hoyt Axton, Mark Dawson) – 3:09
4. Mountain Lady – 2:43
5. Michigan City Howdy Do – 2:26
6. Sold Out of Flag Poles – 2:45
7. Committed to Parkview – 3:14
8. Daughter of a Railroad Man – 3:12
9. Love Has Lost Again (Rosanne Cash) – 2:24
10. Go On Blues – 2:23